# 江口章子
江口 章子（えぐち あやこ、1888年（明治21年）4月1日 - 1946年（昭和21年）12月29日）は、歌人、詩人。北原白秋の2番目の妻。

## 略歴
大分県西国東郡香々地町（現豊後高田市）に旧家江口家の三女として生まれる。1901年（明治34年）、大分県大分郡大分町（現大分市）の大分県立大分高等女学校で学ぶ。
1906年（明治39年）に弁護士と結婚して大分町に在住する。しかし、1915年（大正4年）に離婚すると平塚雷鳥を頼って上京。1916年（大正5年）に千葉県南葛飾郡小岩村の借家で白秋と同棲を始める。1918年（大正7年）には白秋と入籍するも、1920年（大正9年）に離婚。
離婚後は大分に戻り、別府市の伊藤家別荘に逗留していた柳原白蓮を訪ねて身を寄せた後、西国巡礼に向かい、その帰途に大分市松岡の浄雲寺や木上の少林寺を訪れた。
1921年（大正10年）に京都の大徳寺芳春院に入る。このころ若き日の水谷長三郎が通い詰めて関係を持った。1923年（大正12年）に一休寺の住職と3度目の結婚をするが、2ヶ月後には出奔。故郷の香々地町に戻る。
1928年（昭和3年）、詩文集『女人山居』出版。1930年（昭和5年）、芳春院聚光院の住職中村戒仙と結婚するが、翌1931年（昭和6年）には精神に変調を来し京都帝国大学病院精神科に入院。1934年（昭和9年）、詩集『追分の心』出版。1938年（昭和13年）、岐阜県可児郡御嵩町の吉祥寺で剃髪して尼僧となり、妙章と称す。また、戒仙と離婚。
晩年は香々地町の実家に戻り、1946年（昭和21年）12月29日に死去。

## 関連書籍
- 原田種夫『さすらいの歌』新潮社 1972
- 末永文子『城ケ島の雨 真説・江口章子の生涯』昭和出版 1981
- 瀬戸内晴美『ここ過ぎて 白秋と三人の妻』新潮社、1984 のち文庫
- 杉山宮子『女人追想 北原白秋夫人・江口章子の生涯』崙書房出版 ふるさと文庫 1992